# Kanton Lormont
Lormont is een kanton van het Franse departement Gironde. Het kanton maakt deel uit van het arrondissement Bordeaux.

## Gemeenten
Het kanton Lormont omvatte tot 2014 de volgende 4 gemeenten:
- Ambès
- Bassens
- Lormont (hoofdplaats)
- Saint-Louis-de-Montferrand

Door de herindeling van de kantons bij decreet van 20 februari 2014, met uitwerking op 22 maart 2015, omvat het kanton sindsdien volgende gemeenten :
- Artigues-près-Bordeaux
- Bassens
- Lormont
- Montussan
- Yvrac